# والتر کولمان
والتر کولمان (آلمانی: Walter Kollmann; ۱۷ ژوئن ۱۹۳۲ – ۱۶ مهٔ ۲۰۱۷) بازیکن فوتبال اهل اتریش بود.
وی همچنین در تیم ملی فوتبال اتریش بازی کرده‌است.